# 品秩
品秩，又稱品位，是官僚制度當中，用以定義官階大小及俸祿多少的級化／量化方式。東亞地區中，以中國先行創立採用，後傳至東亞其他地區如朝鮮半島和日本等。

## 中國

### 周朝

#### 周朝官员的品级
周官爵分九等，称“九命”。任官的仪制各异称“九仪”或“九仪之命”。《周礼·春官·典命》谓：上公九命为伯（如周公旦、召公奭），侯、伯七命（如晋侯、吴太伯、魏文侯），子、男五命（如楚王，爵子）（以上为诸侯）；王之三公八命，卿六命，大夫四命，出封都加一命（以上为周王的臣）；公之孤四命，公、侯、伯之卿三命（如管仲），大夫二命，士一命；子、男之卿二命，大夫一命，士不命。《礼记·王制》谓大国之卿不过三命，下卿二命；小国之卿与下大夫（诸侯无中大夫，卿即上大夫）均一命，与《周礼》稍有出入。

#### 周朝的官秩
《王制》：王者之制禄爵：公、侯、伯、子、男，凡五等。诸侯之上大夫：卿、下大夫、上士、中士、下士，凡五等。天子之田方千里；公侯田方百里；伯七十里；子男五十里。不能五十里者，不合于天子，附于诸侯，曰附庸。天子之三公之田视公侯，天子之卿视伯，天子之大夫视子男，天子之元士视附庸。制农田百亩。百亩之粪：上农夫食九人，其次食八人，其次食七人，其次食六人，下农夫食五人。庶人在官者，其禄以是为差也。诸侯之下士，视上农夫，禄足以代其耕也；中士倍下士，上士倍中士，下大夫倍上士，卿四大夫禄，君十卿禄；次国之卿，三大夫禄，君十卿禄；小国之卿，倍大夫禄，君十卿禄。
以田地为主，也有俸禄，高官俸禄是低级官员的二三十倍，而诸侯是高官的十倍。
三國時代以前官僚體系並沒有品做為等級區分，而是由秩（俸祿多寡）來定義官階的高下。

### 兩漢及三國時代
兩漢及三國時代的品秩是以俸祿的石數为区分标准，但其数字不是真實的俸祿收入，而僅是一個大略的等級區分。
从上到下，百官秩的等级有：萬石、中二千石、二千石、比二千石、千石、比千石、八百石、比八百石、六百石、比六百石、五百石、比五百石、四百石、比四百石、三百石、比三百石、二百石、比二百石、一百石、斗食、佐史。东汉初的实际俸禄收入一般是半钱半谷，每月万石三百五十斛，中二千石百八十斛，二千石百二十斛，比二千石百斛，千石八十斛，六百石七十斛，比六百石五十斛，四百石四十五斛，比四百石四十斛，三百石也是四十斛，比三百石卅七斛，二百石卅斛，比二百石廿七斛，一百石十六斛，斗食十一斛，佐史八斛。此外，史书另有“真二千石”一语，其地位与概念颇具争议。
漢代常見官員的品秩中，三公為中央最高榮譽职，秩萬石。九卿次之，為中二千石。太守（郡首長）為二千石，縣令（大縣首長）為一千石，縣長（小縣首長）為四百石或三百石，負責監察各郡縣的刺史為六百石。同时，也有官吏因为表现优异，在不提升官职的情况下提升俸禄。

### 魏晉南北朝
曹魏實施九品官人法之後，起先品秩並行，後來則品漸漸取代秩，專用官品來作為官階高低的表徵。

#### 北周时期
南北朝之北周依《周礼》置北周六官（天官冢宰、地官司徒、春官宗伯、夏官司马、秋官司寇、冬官司空），于西魏恭帝三年（556）正月，作九命之典，改九品为九命，以第一品为九命，第九品为一命。九品原各有正从，北周制度于每命前加正命，如正九命、九命、正一命、一命。
隋文帝建立隋朝后，废北周六官及九命制，创三省六部制，复九品制。

### 唐朝
唐朝的官分為流內官與流外官，其中流內官指的是在九品三十階內的職官，流外官則是在九品之外的官。
九品三十階內容如下：
- 正一品 從一品
- 正二品 從二品
- 正三品 從三品
- 正四品上 正四品下 從四品上 從四品下
- 正五品上 正五品下 從五品上 從五品下
- 正六品上 正六品下 從六品上 從六品下
- 正七品上 正七品下 從七品上 從七品下
- 正八品上 正八品下 從八品上 從八品下
- 正九品上 正九品下 從九品上 從九品下

### 宋朝
宋神宗定九品十八階。

### 中華民國
中華民國職官分為特任、簡任、薦任、委任四級，外加約聘僱人員。簡薦委任內，仍有細分。
依據警察人員人事條例、陸海空軍軍官士官任官條例、陸海空軍軍士官等官階與公務人員對照表、警察人員與一般行政人員及技術人員相互轉任官等官階（職等）及相當俸級之俸額俸點轉敘對照表：
- 一般公務人員分為十四個職等（前者為官等、後者為職等，數字大者為官位居大）：委任一職等到委任五職等、薦任六職等到九職等、簡任十職等至簡任十四職等、再上去為特任官（官派）之公務人員

- 約聘僱人員:屬於廣義上的公務人員，由於不需要經過國家考試選拔，因此未被銓敘不屬於真正公務員。約僱人員門檻較低，主要處理一般的事務。學歷條件依照該職缺的資格須有國中至專科以上學歷，從事委任五職等以下的職務。[4]約聘人員的學歷條件依照該職缺的資格須有學士至博士學歷。係應業務需要，以發展科學技術，或執行專門性之業務，或專司技術性研究設計工作，非機關現有人員所能擔任者為限，從事薦任六至十三職等的職務。[5]和正式公務員一樣有考核、升級、淘汰制度。

- 軍方公務人員分為將官、校官、尉官、士官（士官長的官等屬士官）四個軍官官等：一級上將（已無在任官）、二級上將、中將、少將、上校、中校、少校、上尉、中尉、少尉、（士官）：一等士官長、二等士官長、三等士官長、上士、中士、下士
- 警察人員方面分為（前者為官等、後者為職等，數字小者為官位居大）：警監（特階）一階到四階、警正一階到四階、警佐一階到四階

| 職等對照 | 特任           | 簡任         | 簡任                           | 簡任                           | 簡任                           | 簡任                           | 薦任                           | 薦任                           | 薦任                           |
| -------- | -------------- | ------------ | ------------------------------ | ------------------------------ | ------------------------------ | ------------------------------ | ------------------------------ | ------------------------------ | ------------------------------ |
| 文 職    | 見特任官條目   | 簡任十四職等 | 簡任十三職等                   | 簡任十二職等                   | 簡任十一職等                   | 簡任十職等                     | 薦任九職等                     | 薦任八職等                     |                                |
| 軍 職    | 一級、二級上將 | 中將         | 中將                           | 少將                           | 少將                           | 上校                           | 中校                           | 中校                           |                                |
| 警 職    | -              | 警監特階     | 警監一階                       | 警監二階                       | 警監三階                       | 警監四階                       | 警正一階                       | 警正二階                       |                                |
| 約聘人員 | -              | -            | 最高第十三職等以下之臨時性工作 | 最高第十三職等以下之臨時性工作 | 最高第十三職等以下之臨時性工作 | 最高第十三職等以下之臨時性工作 | 最高第十三職等以下之臨時性工作 | 最高第十三職等以下之臨時性工作 | 最高第十三職等以下之臨時性工作 |

| 職等對照 | 薦任                           | 薦任                           | 委任                         | 委任                         | 委任                         | 委任                         | 委任                         |
| -------- | ------------------------------ | ------------------------------ | ---------------------------- | ---------------------------- | ---------------------------- | ---------------------------- | ---------------------------- |
| 文 職    | 薦任七職等                     | 薦任六職等                     | 委任五職等                   | 委任四職等                   | 委任三職等                   | 委任二職等                   | 委任一職等                   |
| 軍 職    | 少校                           | 上尉                           | 中尉 少尉                    | 一等、二等、三等士官長       | 上士                         | 中士                         | 下士                         |
| 警 職    | 警正三階                       | 警正四階                       | 警佐一階                     | 警佐二階                     | 警佐三階                     | 警佐四階                     | -                            |
| 約聘人員 | 最高第十三職等以下之臨時性工作 | 最高第十三職等以下之臨時性工作 | -                            | -                            | -                            | -                            | -                            |
| 約僱人員 | -                              | -                              | 最高第五職等以下之臨時性工作 | 最高第五職等以下之臨時性工作 | 最高第五職等以下之臨時性工作 | 最高第五職等以下之臨時性工作 | 最高第五職等以下之臨時性工作 |

### 中华人民共和国
中华人民共和国党政干部的级别，从最高中共中央政治局常委的国家级正职（正国级）到最低的办事员。

## 日本

### 律令制
日本在大寶律令之後，仿中國九品三十階制度在律令制之下劃分官位。其階層一共是九位三十階，但親王、內（女）親王又列於此外，分為一至四品，不分正從上下。日本無散官，故直接以品秩作為官銜之一部分。正從五位以下的職官，又依照任職地點分為內（京中）、外（諸國）位。內位八位以上由朝廷降敕授與、初位以下由太政官判給，外位則八位以下由太政官判給。另外，如征夷大將軍等臨時官職，並無一定品秩。
- 正一位：多数为过世后所追赠。
- 從一位：太政大臣
- 正二位：左大臣、右大臣
- 從二位：內大臣、藏人別當
- 正三位：大納言
- 從三位：中納言、近衛大將、太宰帥
- 正四位：中務卿，上階。七省卿，下階。參議（無固定品秩，出於臨時恩典）
- 從四位
- 正五位
- 從五位
- 正六位
- 從六位
- 正七位
- 從七位
- 正八位
- 從八位
- 大初位（正九位）
- 少初位（從九位）